# 輕巧琵琶湖
輕巧琵琶湖（日语： Raku raku Biwako */?）是西日本旅客鐵道（JR西日本）營運的一個特別急行列車（特急）的名稱。列車在東海道本線（琵琶湖線、JR京都線）行駛，來往米原、草津和大阪。

## 歷史
琵琶湖特快的前身是1988年開辦的專線列車「琵琶湖Liner」（びわこライナー）。當時以485系在平日提供服務。2003年起改用新型的681系或683系後，升格為特急班次。2007年3月17日－2021年3月15日，東日本旅客鐵道（JR東日本）和東海旅客鐵道（JR東海）營運的東海道本線特急列車「東海」停止服務後，JR東的特急「湘南」登場前約14年間，琵琶湖特快是東海道本線內唯一在日間行駛的特急班次。
隨著2024年春季時刻表的變更，列車名稱由琵琶湖特快調整爲Rakuraku琵琶湖。

## 運行概要
停車站
米原站 - 彦根站 - 近江八幡站 - 野洲站 - 守山站 - 草津站 - 南草津站 - 石山站 - 大津站 - 山科站 - 京都站 - 新大阪站 - 大阪站
擔當車掌
京都列車區
使用車輛
- 683系
- KiHa 189系（只於晚上擔任琵琶湖特快2號，由大阪前往草津）